# Egil

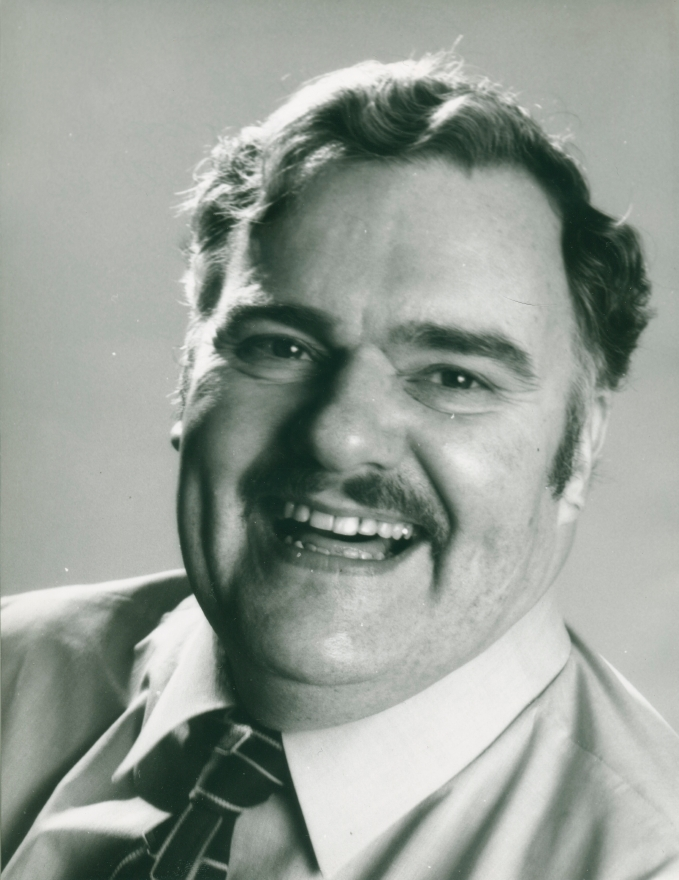
Egil Holmsen cirka 1967.

Egil är ett fornnordiskt mansnamn som ursprungligen var en kortform av namn som innehöll ordstammen ag- 'egg'.
Den 31 december 2019 fanns det totalt 1 096 personer i Sverige med namnet Egil, varav 480 bar det som tilltalsnamn.
2014 fick 19 pojkar Egil som tilltalsnamn.
Namnsdag: Saknas (1986-1992: 5 november, 1993-2000: 10 februari). Namnsdag i norska almanackan: 5 november. I den finlandssvenska namnsdagslängden har Egil namnsdag 3 juli sedan starten 1929, då en egen namnsdagskalender togs i bruk för finlandssvenskar.

## Personer med namnet Egil
- Egil Skallagrimsson, isländsk sagohjälte
- Egil Tunnadolg, svensk sagokung
- Egil Sjölander, svensk författare
- Egil "Drillo" Olsen, norsk fotbollstränare
- Egil Holmsen, svensk skådespelare och författare
- Egil Hovland, norsk organist och tonsättare
- Egil Unander-Scharin, svensk industriman
- Egil Gjelland, norsk skidskytt
- Egil Johansen, svensk-norsk jazzmusiker
- Egil Eide, norsk skådespelare och regissör
- Egil Monn-Iversen, norsk kompositör och filmproducent
- Egil Hjorth-Jenssen, norsk skådespelare
- Egill Ólafsson, isländsk skådespelare